# مؤتمر الطفل الإفريقي الدولي
عقد المؤتمر الدولي المعني بالطفل الأفريقي أو مؤتمر الطفل الأفريقي في جنيف في يونيو 1931. نظم هذا المؤتمر الاتحاد الدولي لإنقاذ الطفولة، وأعقب ذلك اعتماد عصبة الأمم في عام 1924 إعلان حقوق الطفل (إعلان جنيف لحقوق الطفل)، والذي صاغه الاتحاد في عام 1923. وركز هذا الإعلان على ظروف الأطفال في أفريقيا، وتحديداً في مجالات؛ معدل وفيات الأطفال الرضع، وتشغيل الأطفال، والتعليم.
تم عقد المؤتمر في جنيف صيف عام 1931، وذلك خلال الفترة بين 22-25 يونيو. ويعتبر هذا المؤتمر نقطة تحول في المواقف الغربية تجاه الطفولة في أفريقيا: «أعاد هذا المؤتمر بناء صور الطفولة في أفريقيا بين المبشرين، والعاملين في مجال رعاية الطفل وعلماء الاجتماع». كان هناك خمس أفارقة فقط بين المشاركين، على الرغم من أن هذا المستوى من المشاركة كان غير عادي في ذلك الوقت.  كان واحداً من هؤلاء هو جومو كينياتا من رابطة كيكويو المركزية. كتب كينياتا عن المؤتمر في وقت لاحق، حول موضوع الختان وتشويه الأعضاء التناسلية للإناث، والذي دافع عنه كممارسة ثقافية بين الكيكويو:
«في هذا المؤتمر، حث العديد من المندوبين الأوروبيين على أن الوقت قد حان لإلغاء هذا (العرف الهمجي)، وأنه على غرار جميع العادات» الوثنية «الأخرى، يجب إلغاؤه في الحال بموجب القانون».
كان هناك ممثلون أفارقة آخرون هم المعلم والكاتب غلاديس كاسيلي هايفورد، ابنة السياسي الغاني ج. إ. كاسيلي هايفورد، والمعلم النيجيري هنري كار. وكان المتحدث الآخر ذو البشرة السمراء الناشط الأمريكي جيمس دبليو فورد من العصبة المناهضة للإمبريالية والاستعمار، والذي ألقى خطاباً ينتقد فيه المؤتمر لمجرد دعمه للنظام الاستعماري.
كانت سكرتيرة المؤتمر الكاتبة إيفلين شارب، والتي كتبت كتاباً عن ذلك بعنوان «الطفل الأفريقي». وكان هناك مشاركة أخرى هي المبشرة دورا إيرثي.